# 42531 McKenna
42531 McKenna è un asteroide areosecante. Scoperto nel 1995, presenta un'orbita caratterizzata da un semiasse maggiore pari a 2,3101267 au e da un'eccentricità di 0,3259224, inclinata di 7,07982° rispetto all'eclittica.
L'asteroide è dedicato all'astronomo irlandese Martin McKenna.